# (7010) Locke
(7010) Locke (1987 QH3) – planetoida z pasa głównego asteroid okrążająca Słońce w ciągu 3,45 lat w średniej odległości 2,28 j.a. Odkryta 28 sierpnia 1987 roku.